# Patrick Ouart
Patrick Ouart, né le 25 mai 1959 à Sallenelle (Pendé), est un ancien magistrat français, ancien conseiller pour la justice d'Édouard Balladur à Matignon (1993-1995) puis pour les affaires judiciaires auprès du président de la République, Nicolas Sarkozy (2007-2009). 
Depuis 2009, Patrick Ouart est redevenu membre du comité exécutif du groupe LVMH, fonction qu'il avait occupée entre 2004 et 2007.

## Biographie

### Ses débuts
Patrick Ouart est né dans une famille catholique pratiquante de la baie de Somme, d'un père ébéniste. Après avoir été scolarisé au collège de Saint-Valery-sur-Somme, il intègre le lycée Boucher-de-Perthes d'Abbeville. Dès cette époque, il est attiré par le monde judiciaire, et va donc suivre les audiences du tribunal correctionnel le mercredi après-midi. 
Il s'inscrit ensuite à la faculté de droit de l'université de Picardie, puis intègre l'École nationale de la magistrature à Bordeaux, et devient, à 20 ans, le plus jeune auditeur de justice de France.

### L'engagement en politique
Il participe, avec quelques autres magistrats, à la création de l'Association professionnelle des magistrats (APM), marquée à droite. Contrairement à ce que l'on peut lire parfois sur Internet, il n'a jamais été membre, même simplement officieux, du cabinet du Garde des Sceaux Albin Chalandon : en poste à la direction des affaires civiles et sceau, il sera nommé secrétaire général de la MILTD à cette époque, avant de rejoindre son poste au retour de la gauche au pouvoir ; puis, il sera au cabinet de Philippe Goujon à la mairie de Paris. 
En 1993, il devient le conseiller aux affaires de justice du nouveau Premier ministre Édouard Balladur. Il fait alors la connaissance de Nicolas Sarkozy, et participe avec lui à la campagne présidentielle infructueuse de Balladur, en 1995.

### Une parenthèse dans le privé
Après l'échec de Balladur, et après avoir été un temps secrétaire général de la Légion d'honneur, Patrick Ouart se tourne vers le privé, et devient membre du comité exécutif de LVMH, tout en conseillant directement le PDG Bernard Arnault.
Il rejoint par la suite le groupe Suez, où il est chargé des questions d'éthique et de « corporate governance »[réf. nécessaire].
En 2007, il est mis en examen en Belgique dans l'affaire de l'« Électragate », qui s'est déroulée en 2004. Il est en effet soupçonné d'avoir participé à un espionnage informatique d'un cadre d'Electrabel (la filiale belge de Suez), suspecté d'être une taupe d'Albert Frère qui lorgne alors sur l'électricien espagnol Iberdrola, qui appartient à Électrabel. La procédure entamée contre Ouart est finalement classée sans suite.

### Conseiller à l'Élysée
Le 16 mai 2007, il est nommé conseiller à la présidence de la République, auprès de Nicolas Sarkozy. Il quitte alors la magistrature le 5 janvier 2008. 
À ce poste, Patrick Ouart apparaît comme étant le ministre officieux de la Justice, ce qui ne va pas sans tensions avec la titulaire du poste, Rachida Dati,. C'est en effet lui qui, dans les faits, pilote les principales réformes judiciaires, tel que le projet de suppression du juge d'instruction, et nomme à leurs postes les magistrats. Le 30 novembre 2009, il est mis fin à ses fonctions et Patrick Ouart rallie le groupe LVMH.

## Distinctions
Il est nommé au grade d'officier dans l'ordre de la Légion d'honneur en 2010.